# Karolina Vidales
Karolina Vidales Valdovinos (Jiquilpan, Michoacán, México; 3 de diciembre de 1996) es una modelo y reina de belleza mexicana, ganadora del concurso Miss México 2021. Representó a México en Miss Mundo 2021, el cual se llevó a cabo el 16 de marzo de 2022 en San Juan, Puerto Rico donde logró ser parte de las 6 finalistas.

## Biografía
Karolina Vidales nació el 3 de diciembre de 1996 en el municipio de Jiquilpan, Michoacán. Es egresada con honores de la Universidad de Guadalajara como Licenciada en Negocios Internacionales, tras obtener el primer lugar de aprovechamiento de su generación.
El 19 de septiembre de 2019, fue galardonada con el premio Ceneval al Desempeño de Excelencia Egel por el Centro Nacional para la Evaluación de la Educación Superior, siendo un total de 1,826 los galardonados a nivel nacional, de un total de 1.3 millones de estudiantes que aplicaron el examen Egel.
La noche del sábado 14 de diciembre, mientras se encontraba de regreso a su hogar tras concluir su participación como conductora en el Teletón Michoacán, el autobús en el que viajaba, se impactó con un camión de carga en el kilómetro 334 de la carretera de Occidente en el tramo Maravatío-Zapotlanejo a la altura de Churintzio, el cual dejó el saldo de un muerto y cinco heridos. Karolina, quien fue trasladada a un hospital privado del municipio de Zamora de Hidalgo, fue reportada con heridas leves.

## Concursos de belleza

### Miss Michoacán 2019
El 5 de octubre en el Teatro Morelos, en la ciudad de Morelia, se llevó a cabo la gran final del concurso Miss Michoacán 2019, en donde Karolina resultó ganadora, por lo que obtuvo la oportunidad de representar al estado de Michoacán en la final de Miss México 2021.

### Miss México 2021
El 1 de julio, se llevó a cabo la final del concurso Miss México 2021 en el salón Lago Di Como  en la ciudad de Chihuahua, Chihuahua, México. Treinta y dos candidatas de toda la República Mexicana compitieron por el título nacional. Al final del evento Karolina Vidales, fue coronada como la nueva Miss México 2021, quien competirá en Miss Mundo 2021.

### Miss Mundo 2021
Representó a México en la 70.ª edición del concurso Miss Mundo, el cual se llevó a cabo el 16 de marzo de 2022 en San Juan, Puerto Rico en el Coliseo de Puerto Rico José Miguel Agrelot en donde logró posicionerse dentro de las 6 finalistas.